# متلافي اصطدام كويكبي

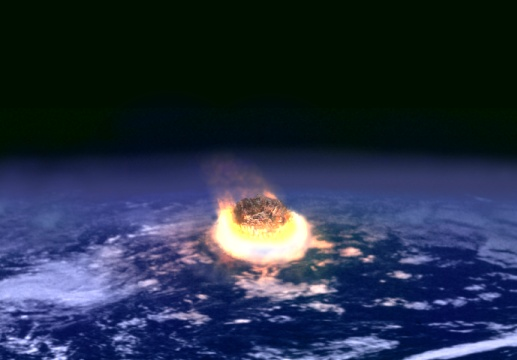
تعبير تخيلي عن مدى الدمار الذي سيحصل عند ارتطام كويكب ذو قطر يبلغ بضعة كيلومترات ، حيث أنه قد يعادل القوة التدميرية لملايين القنابل النووية.

متلافي اصطدام كويكبي أو مجنب الكويكبات ، هو مصطلح يشير إلى مجموعة من الوسائل والطرق المقترحة لحرف مسار الأجرام القريبة من الأرض وذلك في سبيل تجنب حادثة اصطدام، حيث حينما يتوفر الحجم الكافي في كويكب أو أحد الأجرام القريبة من الأرض فإن اصطداماً كهذا قد يسبب آثاراً كارثية شديدة التدمير على الأرض، وهذا اعتماداً على حجم الجرم وعلى مكان الاصطدام، حيث أنه لو اصطدم بالمحيط (الذي يشكل أكثر من ثلثي الأرض) من الممكن أن يسبب تسونامي هائل، أو إذا ضرب اليابسة قد يسبب عواصف نارية شديدة العظم.
في الوقت الذي تعتبر فيه احتمالات حصول اصطدام مثل هذا ضعيفة وقليلة للغاية في المستقبل القريب، في النهاية الاصطدام سيحصل يوماً ما مالم يتم إتخاذ إجراءات دفاعية نحو هذا النوع من المخاطر، أحداث كونية مثل شوميكار-ليفي 9 الذي حدث في المشتري وكذلك حدث نيزك تشيليابنسك والعدد المتزايد للأجرام التي تم وضعها في قائمة الخطر قد زادت من الانتباه والجدية نحو هذا النوع من المخاطر.
تصادم بين الأرض وجرم عرضه حوالي 10 كم حصل قبل 66 مليون سنة ، يكاد يُقطع أنه هو سبب حفرة تشيكسولوب، وهو من أدى إلى انقراض العصر الطباشيري-الثلاثي، الذي تسبب في انقراض الديناصورات، وذلك بناءً على مؤشرات كثيرة أدارت الدوائر كلها نحو هذا الكويكب.

## تأثير الاصطدام على الأرض

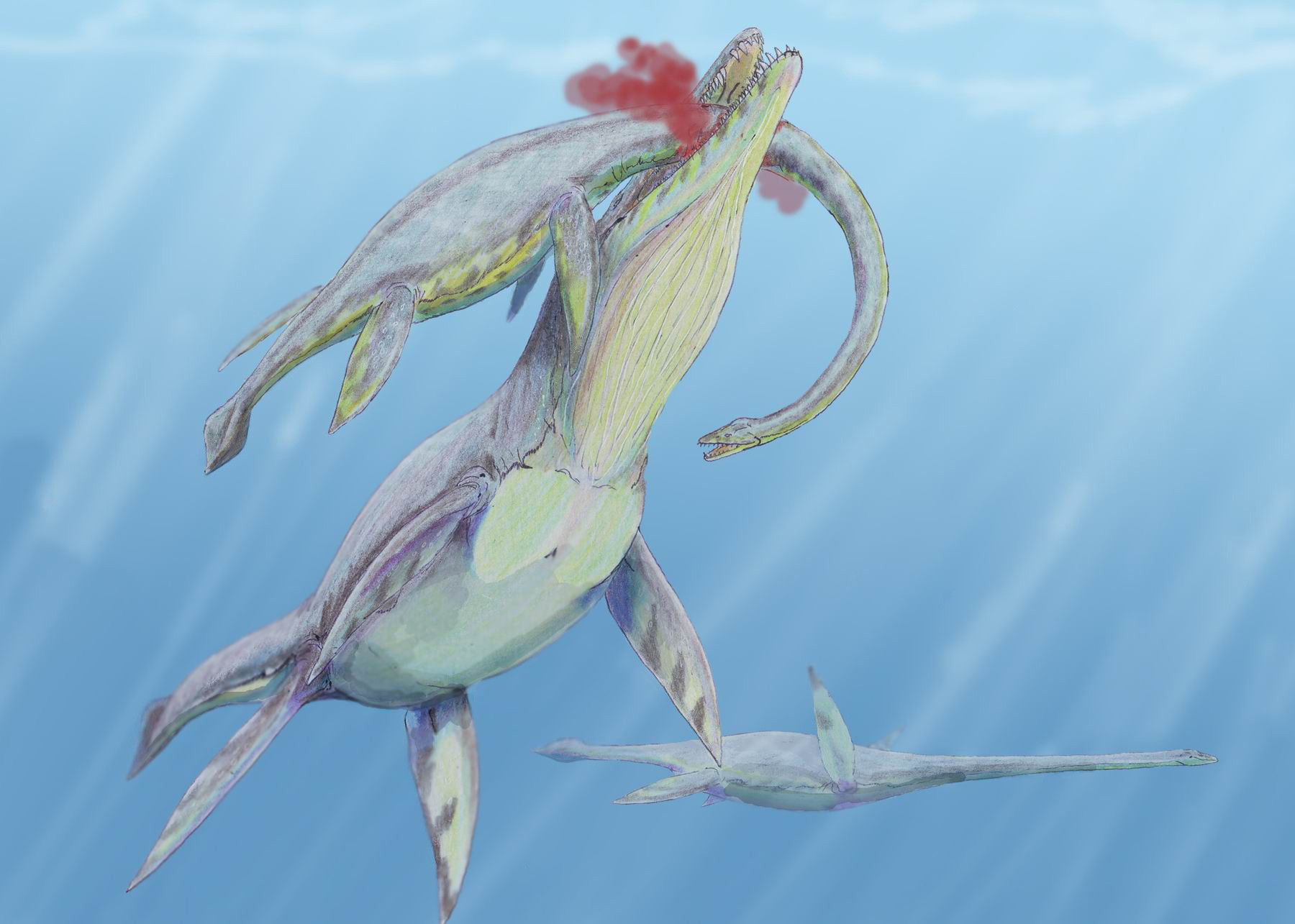
زواحف كبيرة كالموزاصورات والبلصورات ، انقرضت مع حدث انقراض العصر الطباشيري-الثلاثي والذي يعتقد أنه حصل بسبب اصطدام كويكبي حدث قبل 65 مليون سنة.

اصطدام كهذا قد يسبب تأثير يرتبط بوشاح الأرض يسمى «تريّش الوشاح البركاني» عند النقطة المتقابلة ، إذا كانت طاقة الاصطدام كافية فإن هذا التأثير البركاني يمكنه تجميع تلك الطاقة النتاجة عن الاصطدام مسبباً ثورانات بركانية شديدة العظم تؤدي إلى الشتاء البركاني ، ويكون ذلك بضخ كميات كبيرة جداً من الرماد البركاني نحو طبقات الجو العليا خصوصاً الستراتوسفور والتروبوسفير وبالتالي «عكس» أشعة الشمس نحو الفضاء الخارجي مما يؤدي إلى انخفاض درجات الحرارة على سطح الأرض، يحصل هذا التأثير البركاني بصرف النظر عن التأثيرات الأخرى (أي أنه مستقل عنها).
عند حصول هذا الشتاء البركاني فإن المخلوقات الحية على كوكب الأرض ستتأثر بشدة كبيرة للغاية لأن السلسلة الغذائية استغرقت ملايين كثيرة من السنين لكي تستقر على ماهي عليه، وبالتالي فإن أي تغييرٍ جوهري فيها سيتسبب بنتائج كارثية، فنطاق هذا التأثير سيمتد من الكائنات المجهرية وصولاً لأكبر الثدييات، وهذا عبر التسلسل البسيط التالي: في الشتاء البركاني سيتم حجب أشعة الشمس عن الوصول للأرض وبالتالي هلاك الغالبية العظمى من النباتات، كل ما يتغذى على النباتات بالضرورة سيموت تبعاً لموتها ومن ثم هلاك آكلات اللحوم بالتبعية لهلاك الحيوانات العاشبة، أما البشر فلن يكونوا في معزل عن هذا الهلاك حيث أن كل ما يأكلونه يزرعونه، عوضاً عن أن هناك نسبة قليلة من البشر يعيشون حالة اكتفاء ذاتي في مجتمعات ريفية صغيرة بينما الغالبية يعتمدون على موارد البقالة اعتماداً كلياً والتي ستكون فارغة تماماً عند حصول هذا النوع من الكوارث.
إن كان الكويكب كبيراً كفاية وضرب اليابسة فإنه قد يشكل موجة عصف نارية يمكن أن تمتد على طول الكرة الأرضية بأكملها محرقةً الأخضر واليابس في طريقها.
أو عندما يكون الاصطدام في المحيط فإنه سيسبب موجات تسونامي قوية للغاية يمكن لها غمر قارات بأكملها، بالإضافة إلى السرعة الكبيرة لهذه الموجات، فإنه من المتوقع أن يكون هناك فناء كامل للحضارة البشرية التي ستكون في طريق موجات التسونامي.
وتوجد تأثيرات أخرى عديدة، وقد ينتج عن اصطدام الكويكب جميع التأثيرات بالأعلى دفعةً واحدة أو أن يكون بعضها أشد من بعض كأن يحدث زلزال وبركان وتسونامي وشتاء بركاني في آنٍ واحد.
بالإضافة للتأثيرات بالأعلى يوجد تأثيرأخر احتمالية حدوثه عالية، وهو مطر حمضي مشابه لذاك الذي حدث في انقراض العصر الطباشيري الثلاثي والذي استمر لمدة 12 سنة بعد لحظة الاصطدام.

## محاولات الحرف
| متلافي اصطدام كويكبي | ريب . ستيوارت: هل نحن قادرون تكنولوجياً على إرسال شيئٍ ما قادر على حرف مسار كويكب؟ ...د. أهيران: كلا ، إذا كانت لدينا خطط لمركبة فضائية مرسومة مسبقاً في الكتب ، فإن ذلك سيستغرق عاماً كاملاً للإطلاق ... (ويزيد متهكماً): مركبة صغيرة تقليدية تستغرق أربع سنوات من لحظة القبول وحتى لحظة الإطلاق! (حوار جرى بين ريب كريس ستيورات ود.ميشيل أهيران في العاشر من أبريل 2013). | متلافي اصطدام كويكبي |

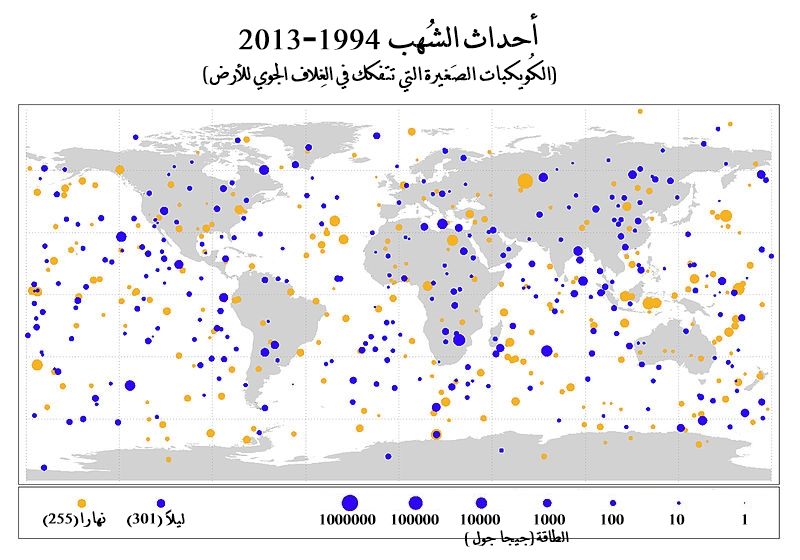
معدل اصطدامات النيازك بالأرض وانتشارها على مدار عقدين، مع ملاحظة أن البقع الزرقاء تعني أن الاصطدام قد تم ليلاً، والصفراء تعني أنه قد تم نهاراً

كويكب أبوفيس 99942 الذي كان يعتقد بأنه سيصطدم بالأرض

أغلب الأجرام التي سيتم حرفها لابد من أن تعطينا إنذارات مسبقة خلال مدد تتراوح بين سنة إلى عدة عقود، مما يتيح الوقت الكافي للتحضير والاستعداد لتنفيذ مشروع متلافي الاصطدام، وحيث أنه لا يوجد نظام دفاع للكوكب من هذه الأخطار قد تم تطويره بعد فإنه تم تقدير أن تغير في السرعة لجرم ما بمقدار (3.5/t × 10−2 ms−1) (حيث t تمثل عدد السنوات المتوقعة للاصدام) سيكون كافي ليتم لحرف مسار الاصطدام عن الأرض، بالإضافة إلى أنه في بعض الحالات وفي ظروف معينة تغيرات أصغر بكثير ستكون كافية لحرف المسار الاصطدامي ، كمثال كان يعتقد أن الكويكب أبوفيس 99942 ذو نسبة عالية بأن يميل نحو الأرض في عام 2029 باحتمالية تبلغ 10−4 وذلك بأن يمر في «ثقب المفتاح» ومن ثم يعود في 2035 أو 2036 عبر مسار اصطدامي، ثم بعد ذلك تم تحديد أن انحرافاً في مساره الاصطدامي قبل سنوات من ميلانه هذا يمكن تحقيقه عبر تغير السرعة في مجال 10−6 ms−1.
اصطدام من قبل كويكب ذو 10 كم بالأرض قد أدى لانقراض جماعي بسبب تأثيراته شديدة الكارثية على غلاف الأرض الحيوي، هناك خطر أيضاً من قبل المذنبات القادمة إلى المجموعة الشمسية الداخلية (المقصود هنا بالمجموعة الداخلية هي الكواكب أو النطاق من عند المريخ فما دون، أما ما بعد المريخ فهي المجموعة الخارجية) بسبب السرعة الهائلة لهذه المذنبات فإن اصطدامها سيكون أكثر كارثيةً ببضعة مرات من اصطدام جرم قريب من الأرض، بالإضافة إلى أن وقت التحذير غالباً لن يكون أكثر من بضعة أشهر ، اصطدامات من أجرام صغيرة كـ50 متر وأصغر واردة أكثر بكثير من تلك الكبيرة ونتائجها شديدة التدمير لكن نطاق هذا التدمير سيكون محلياً (انظر فوهة بارينجر).
معرفة تركيبة الجرم ستكون مفيدة في تحديد أي إستراتيجية سيتم اتباعها للقضاء على هذا الخطر، مهام مثل مسبار ديب إمباكت عام 2005 قد وفرت معلومات فائقة الأهمية عن ماذا سنتوقع من الجرم.

## تاريخ الأوامر الحكومية
في تقرير لناسا (الوكالة الوطنية للملاحة الفضائية والفضاء) عام 1992 ، تم اقتراح حارس فضائي راصد يقوم بعمليات مسح ومراقبة في الفضاء، تكمن مهامه في اكتشاف وتأكيد الأجرام المرصودة من الأرض خصوصاً تلك المجاوزة لها، كان يتوقع لهذا الراصد بأن يكتشف 90% من الأجرام أكبر من كيلومتر واحد خلال 25 سنة، بعد ثلاث سنوات من التقرير الأول ، تم عمل تقرير ثاني يحتوي على اقتراح راصد يمكنه اكتشاف 60%-70% من الأجرام القريبة من الأرض ذات الفترة القصيرة والتي تزيد عن كيلومتر واحد وذلك خلال عشر سنوات فقط، وخلال خمس سنوات أخرى سيتم اكتشاف 90% منها.
في 1998 , تبنت ناسا رسمياً هدف اكتشاف وتصنيف تلك الأجرام، في 2008 90% من جميع الأجرام القريبة من الأرض ذات القطر كيلومتر واحد فأكثر والتي من الممكن أن تشكل احتمالية اصطدام مع الأرض قد تم اكتشافها، القطر كيلومتر واحد قد تم تحديده بعد دراسات معمقة، حيث أن الأجرام ذات القطر الأقل من كيلومتر واحد ستتسبب بكوارث هائلة لكن على مستوى محلي أو إقليمي دون أن تكون ذات قدرة تدميرية على مستوى عالمي ، لكن اصطداماً بجرم أكبر من كيلومتر واحد سيتسبب بكارثة على نطاق عالمي من الممكن أن تؤدي إلى انقراض البشرية بأكملها، تبني ناسا لهدف اكتشاف هذه الأجرام انتج في عام 2008 انجاز اكتشاف 90% منها، اكتشافات العام 2009 للأجرام ذات القطر كيلومترين أو ثلاثة أظهرت أنه لازال هناك أجرام كبيرة لم تكتشف بعد.
في معرض الجهود الرامية للدفاع الأرضي اقتباس لعضو مجلس النواب الأمريكي جورج إي براون ذكر: إذا في يومٍ ما في المستقبل استطعنا اكتشاف كويكب ذو حجم كافي بأن يتسبب بانقراضنا وكان متوجهاً في مسار اصطدامي مع الأرض ثم أمكننا تغير المسار الاصطدامي لذلك الكويكب، فإن هذا سيكون أحد أهم الانجازات البشرية على مر التاريخ كله !
بسبب دفاع براون طويل الأمد عن مشاريع الحماية الأرضية تمت تسمية راصد خاص بالأجرام القريبة من الأرض باسمه وذلك تكريماً له على جهوده الحثيثة في هذا المسعى، وهدف هذا الراصد هو اكتشاف وتعقب وتصنيف مذنبات وكويكبات معينة قريبة من الأرض، وبدأ هذا المشروع في مارس 2005 عن طريق دانا روهاربشر ، حصل على قبول ناسا ومن ثم تم قبوله من الكونغرس في 22 ديسمبر 2005 ومن ثم تم توقيعه من قبل الرئيس وحصل بعد ذلك إعلان من الكونغرس نقتطف منه:
من المصلحة العامة لأمن الولايات المتحدة يجب على ناسا ذات الكفاءة الاستثنائية في هذا المجال أن تقوم باكتشاف وتعقب وتصنيف وتحديد الهيئة الفيزيائية للأجرام القريبة من الأرض وذلك لتوفير انذارات مسبقة للتخفيف من أثار كارثة محتملة من قبل تلك الأجرام، ناسا يجب عليها أن تقوم بالتخطيط والتطوير وتنفيذ برامج خاصة بالرواصد لاكتشاف وتعقب وتصنيف وتحديد الهئية الفيزيائية للأجرام القريبة من الأرض ذات القطر 140 متر أو أكبر في سبيل تقييم المخاطر المحتملة لهذه الأجرام، هدف برامج الرصد يجب أن تكون تحقيق اكتشاف 90% من البيانات المتوفرة عن تلك الأجرام (تلك البيانات مبنية على توقعات احصائية لأعداد هذه الأجرام)، وهذا خلال 15 سنة من تاريخ صدور التشريع، وأيضا يجب على ناسا خلال مدة لا تتجاوز سنة واحدة من تاريخ صدور التشريع أن تقوم بإعداد تقرير أولي يوضح التالي: (أ) تحليلات للبدائل المحتملة التي قد تتبعها ناسا من أجل تنفيذ برنامج الراصد متضمنةً بدائل الرواصد الأرضية والرواصد الفضائية مع أوصاف التقنيات المستخدمة، (ب) وضع خيارات مقترحة وتحديد الميزانية المقترحة لتنفيذ عمليات الرصد، (ج) تحليل الخيارات المحتملة التي قد تتبعها ناسا في سبيل حرف المسار الاصطدامي لجرم ما بالأرض.
نتيجة هذه الأوامر هو تقرير تم عرضه على الكونغرس في بداية مارس 2007 وقد كان على طريقة «تحليل البدائل» (AoA)، تم عمل التقرير بقيادة مكتب ناسا لتحليل المشاريع والتقدير (PA&E)، مع مشاركة من مستشارين خارجين (شركات الملاحة الفضائية)، مركز لانجلي ناسا للأبحاث (LaRC) و (SAIC) بالإضافة لغيرهم.

### مشاريع جارية

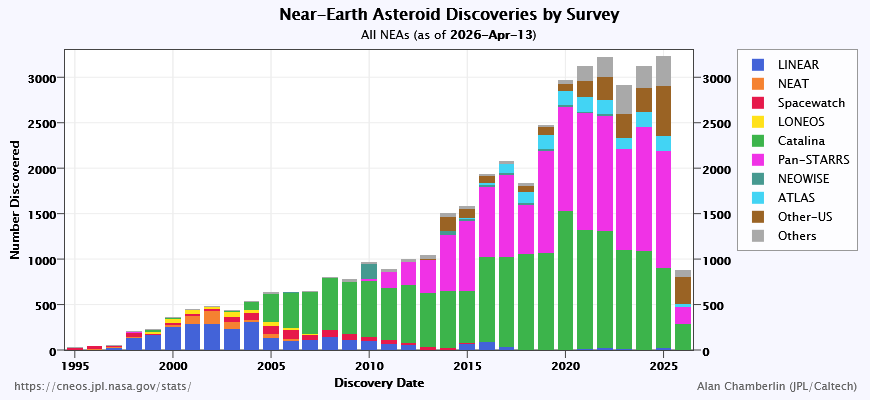
عدد الأجرام القريبة من الأرض التي تم كشفها من قبل المشاريع المتنوعة.

مركز الكواكب الصغيرة في كامبريدج ماساتشوسيتس يقوم بفهرسة وتصنيف المدارات للكويكبات والمذنبات منذ 1947 , مؤخراً تم ضمه للمواسح المتخصصة باكتشاف الأجرام القريبة من الأرض، اعتباراً من 2007 كانت هناك العديد من المشاريع التي أوجدتها ناسا كجزء من برنامجها (حارس الفضاء)، أفضل الأمثلة هو لنكولن الذي بدأ في 1996 , في 2004 كان المركز قد اكتشف عشرات الآف الأجرام سنوياً مما جعله يكتشف منفرداً 65% من مجموع الكويكبات المكتشفة حديثاً ، لنكولن يستخدم مقرابان ذوا قطر يبلغ متر واحد لكل منهما ومقراب واحد ذو نصف متر ومقره نيو مكسيكو.
سبايس واتش (Spacewatch) الذي يستخدم مقراب ذو 90 سنتم والقابع في مرصد قمة كت الوطني في أريزونا، تم عمل تحديثات له شملت نظام توجيه وتصوير الكتروني وكذلك أنظمة تحليل وذلك لمراقبة السماء والبحث عن دخلاء، تم بناؤه عام 1980 من قبل توم جيهرلس ود.روبيرت ماكميلان وذلك عن طريق المعمل القمري والكوكبي لجامعة أريزونا في توسون، وهو حالياً يدار من قبل د.ماكميلان، تم تزويد مشاهد الفضاء بمقراب ذو مرآة ذات قطر يبلغ 1.8 متر وذلك لصيد الأجرام القريبة من الأرض، وكذلك تم تزويد مرآته القديمة ذات الـ90 سنتم بنظام تصوير الكتروني ذو وضوح أعلى بكثير، وهذا كله في سبيل تطوير قدراته على الرصد.
توجد مشاريع أخرى عديدة لها ذات الغرض مثل مشروع تعقب الأجرام القريبة من الأرض (NEAT), مرصد لويل للبحث عن الأجرام القريبة من الأرض (LONEOS), ماسح السماء كاتالينا، ماسح الأجرام القريبة من الأرض كامبو إمبريتر (CINEOS), جمعية حارس الفضاء اليابانية، ماسح الكويكبات أسيجو دي أل آر ، وبين ستارس (PEN-STARRS) الذي بدأ العمل منذ 2010 ، وهذه كلها مشاريع مكتملة وتمارس أعمال نشطة حالياً.
مشروع آخر مدعوم من قبل الإتحاد الأوروبي هو نيوشيلد (NEOShild)، وهو يحلل «الخيارات الواقعية» لدرء خطر اصطدام جسم ما بالأرض، وهدفهم هو توفير مهمة تجريبية مصممة لتوفير مفاهيم عملية لدرء الأخطار.
«حارس الفضاء» هو المسمى لكل هذه المشاريع «الفضفاضة»، بعضها يستلم مبالغ من ناسا في سبيل تنفيذ متطلبات الكونغرس التي نصت على وجوب اكتشاف 90% من الكويكبات ذات القطر كيلومتر واحد فأكثر في 2008 ، في 2003 قامت ناسا بدراسة تقترح صرف 250$-450$ مليون دولار أمريكي في سبيل اكتشاف 90% من الكويكبات التي يبلغ قطرها 140 متراً فأكثر، قبل حلول 2028.
نيوديس (NEODys) هو قاعدة بيانات متصلة بالشبكة العنكبوتية فيها كل الأجرام القريبة من الأرض المعلومة.

### مهمة الخفير

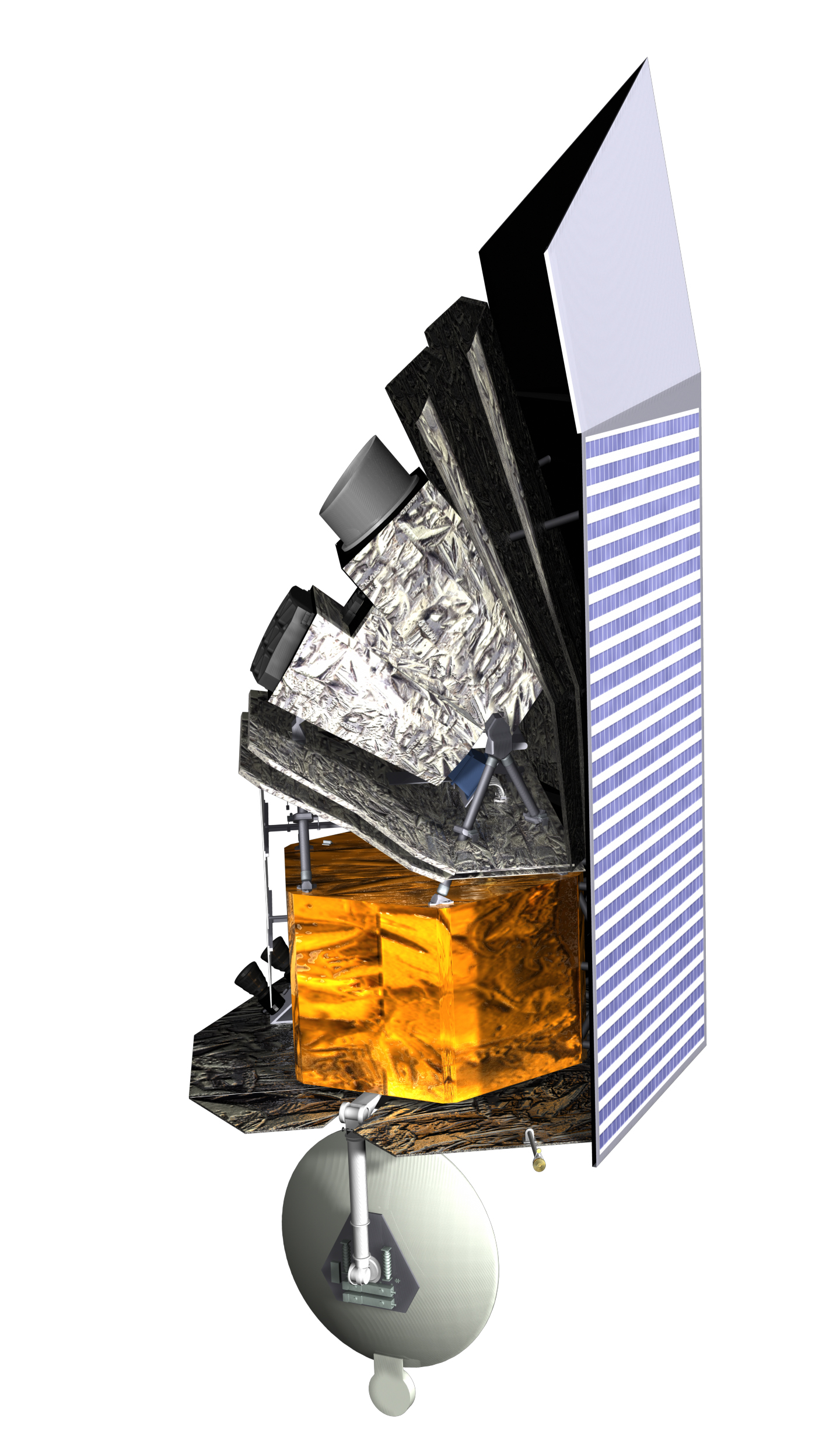
مرصد الخفير المزمع إطلاقه في 2017.

مؤسسة بي612 (B612Foundation) هي مؤسسة خاصة غير ربحية يقع مقرها الرئيس في الولايات المتحدة كرست نفسها لحماية الأرض من ضربات الكويكبات، وبشكل أساس تخضع لقيادة علماء فلك سابقين من أماكن علمية متنوعة مثل: (معهد الدراسات المتقدمة) في نيو جيرسي، معهد ساوثويست للأبحاث، جامعة ستانفورد، ناسا، آخرين من سوق صناعة الفضاء.
كمؤسسة غير حكومية قامت بجمع خطين من الأبحاث والخبرات المتعلقة بهذا المجال مما سيساهم باكتشاف الأجرام القريبة من الأرض التي تشكل خطراً محتملاً، وإيجاد التقنيات المطلوبة لحرف مسارها الاصطدامي بالأرض، هدف المؤسسة الحالي هو تصميم وبناء مرصد فضائي يعمل كخفير عبر تمويل خاص، يتم إطلاقه عام 2017-2018 الخفير سيعمل بالأشعة تحت الحمراء، ومتى ما تم وضعه في مدار مشابه لمدار الزهرة سيكون قادراً على المساعدة باكتشاف 90% من الأجرام التي تبلغ 140 متر فأكبر والتي تشكل خطراً على الأرض، بالإضافة لمسح أجرام أخرى صغيرة في المجموعة الشمسية.
البيانات المتحصلة من الخفير ستساعد بالتعرف على الكويكبات التي تشكل خطراً محتملاً على الأرض، وذلك من خلال شبكة لمشاركة البيانات العلمية مع الجهات ذات الاختصاص مثل ناسا والمعاهد الأكاديمية المختلفة ، تقترح المؤسسة أيضاً نظاما اسمه «مستجذب مصطنع» يمكن له أن يحرف مسار تلك الأجرام عن الأرض ، وهو مفهوم ابتُدِع جزئياً من قبل الرئيس التنفيذي للمؤسسة، وهو فيزيائي ورائد فضاء سابق في ناسا إد لو.

### مشاريع مرتقبة
تعتزم Orbit@home توفير مصادر حاسوبية موزعة لتحسين إستراتيجية البحث، في فبراير 2013 تم ايقاف المشروع بسبب عدم وجود دعم مالي، في يوليو 2013 تم اختيار المشروع من قبل ناسا ليتم دعمه مالياً وهذا في خضم مشروع ناسا لاكتشاف الأجرام القريبة من الأرض.
مقراب الماسح المجمل الكبير (تحت الإنشاء حالياً)، يتوقع له بأن يمارس دوراً شمولي في عمليات المسح بسبب إمكانياته الكبيرة في هذا المجال بالذات.
نظام الإنذار الأخير للاصطدام الكويكبي (تحت التطوير حالياً)، يتوقع بأن يقوم بوصل المسوحات المختلفة للسماء.

### الاكتشاف من الفضاء

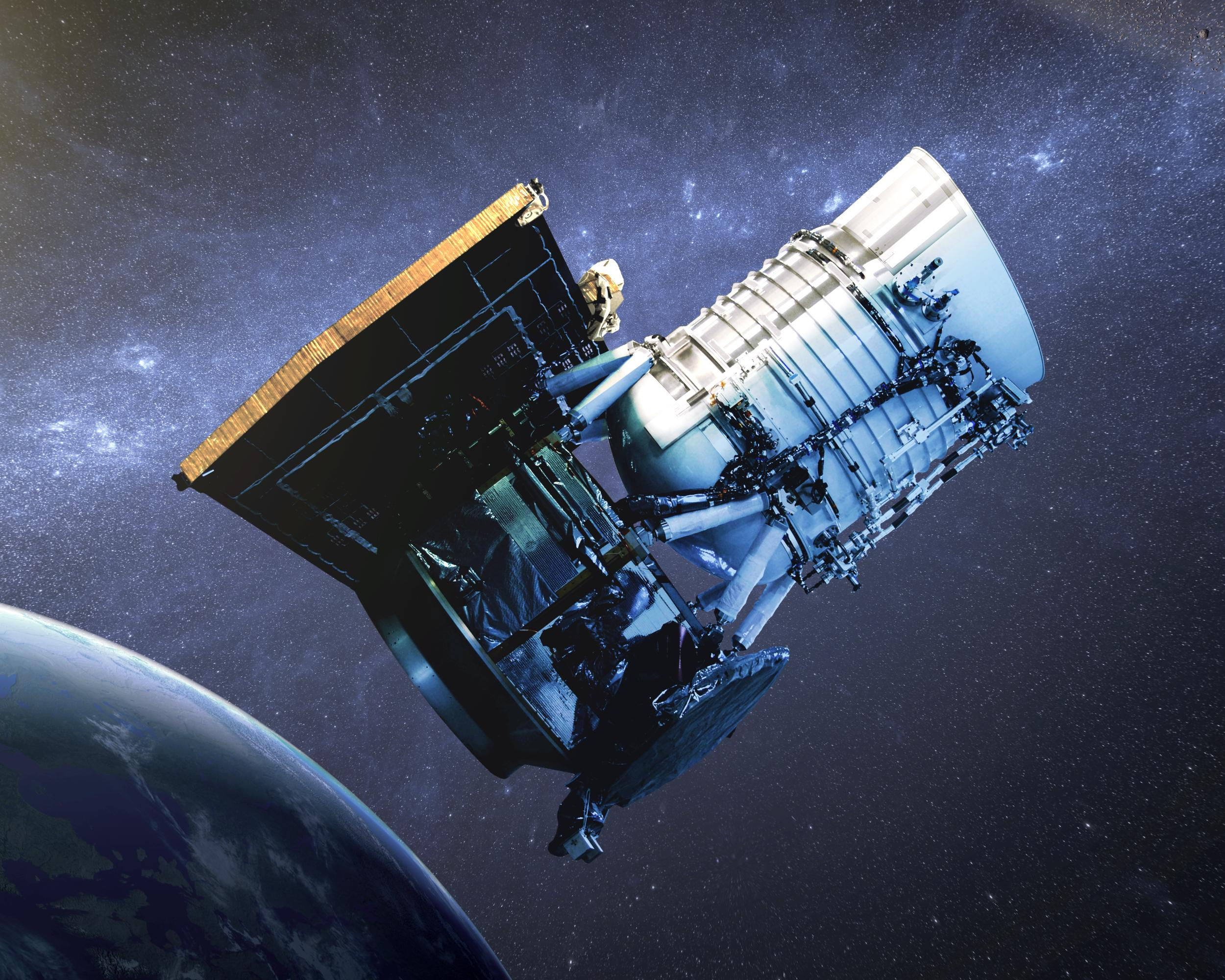
مرصد وايس ، والذي كان مخصصاً لرصد واكتشاف الأجرام السماوية المختلفة خصوصاً الكويكبات في الحزام الرئيس أو تلك القريبة من الأرض.

في نوفمبر 2007 قامت لجنة العلوم والفضاء والتكنولوجيا في مجلس النواب الأمريكي وو لجان فضائية فرعية أخرى تابعة للمجلس بعقد جلسة استماع لتقييم جهود ناسا في مشروع مسح الأجرام القريبة من الأرض، إمكانية استخدام مستكشف الأشعة تحت الحمراء عريض المجال قد تم اقتراحها من قبل ممثلي ناسا.
وايس قام بمسح السماء عبر استخدام موجة أشعة تحت حمراء بحساسية عالية جداً، الكويكبات التي تمتص الإشعاعات الشمسية يمكن ملاحظتها عبر موجات الأشعة تحت الحمراء، بالإضافة لتحقيقه لأهدافه العلمية تم تقدير أن وايس يستطيع اكتشاف 400 جرم قريب من الأرض من النوع المطلوب (حوالي 2% من مجموع الأجرام المطلوب كشفها) وذلك خلال مهمة السنة الواحدة.
القمر الصناعي الكندي نيوسات (NEOsSat) هو قمر صناعي مايكروي أطلق في فبراير 2013 من خلال وكالة الفضاء الكندية وهو مخصص لصيد الأجرام القريبة من الأرض.

### النتائج
في بحث نشر بدورية نيتشور بتاريخ 26 مارس 2009 , تم وصف كيف أمكن العلماء من تحديد وكشف الكويكبات قبل دخولها غلاف الأرض الحيوي وذلك من خلال تمكين الحواسيب من أن تحدد منطقة الجرم في المجموعة الشمسية وكذلك تخمين وقت وصولها وكذلك الموقع الذي ستسقط فيه البقايا، الكويكب ذو الأربعة أمتار المسمى 2008 تي أس قد تم مشاهدته في البداية من قبل مقراب ماسح السماء كاتالينا في 6 أكتوبر 2008 , الحسابات توقعت بدقة أن الاصطدام سيكون بعد 19 ساعة من لحظة الاكتشاف في صحراء النوبة شمالي السودان.
كذلك بعض الأجرام الخطرة قد تم اكتشافها مثل أبوفيس 99942 (كان يعرف سابقاً بـ2004 أم أن وذلك بسبب التعين المؤقت في الفلك) هذا الجرم تم اعطاؤه احتمالية اصطدام تبلغ حوالي 3% في عام 2029 , هذه الاحتمالية قد تم جعلها 0% بناءً على أبحاث حديثة.

## نمط حساب إحتمالية الاصطدام

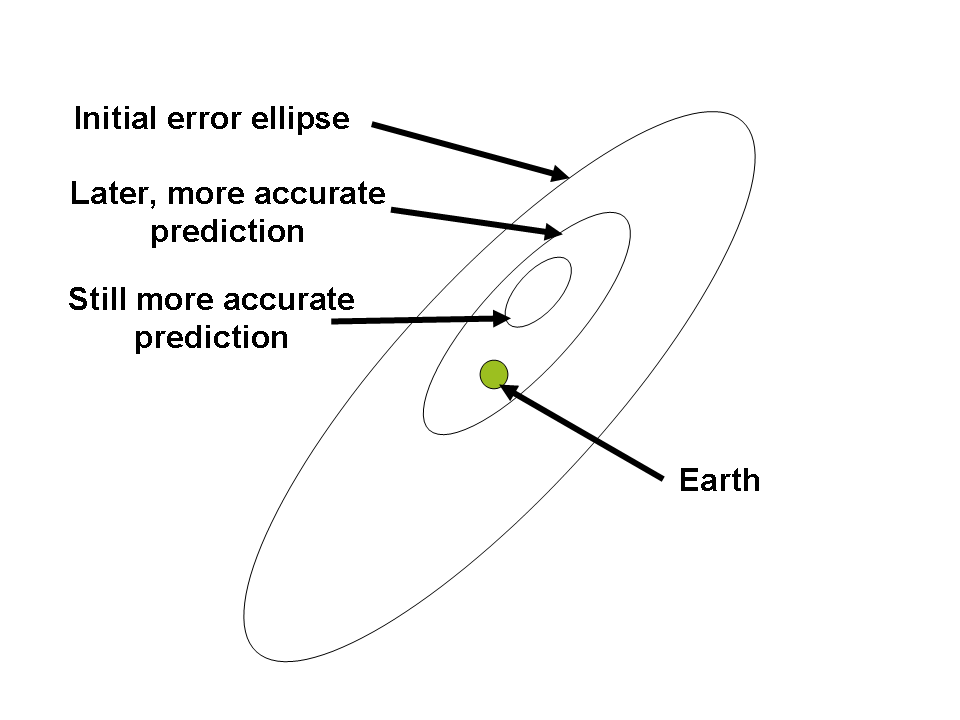
لماذا ترتفع نسب الاصطدام ثم تنخفض.

في الصورة على اليسار يتضح المسار الإهليجي للكويكب عند أقرب نقطة له من الأرض، في البداية ومع أرصاد قليلة للكويكب هامش الخطأ في المسار الإهليجي سوف يكون كبيراً للغاية، لكن عمليات رصد متقدمة تقلل هذا الهامش لكنها (أي الكويكبات) لا تزال تُطَوق الأرض ونسبة الخطأ لا تزال مرتفعة، هذا يزيد احتمالية الاصطدام لأن الأرض لا تزال تحتل مساحة كبيرة في هامش الخطأ، لكن اكتشافات أكثر تقدماً أو معاصرة استطاعت تقليل هذا الهامش إلى حد كبير جداً (غالباً باستخدام رواصد مشعاعية (رادارية) أو اكتشاف مشاهدات سابقة تاريخية محفوظة في السجلات ومن ثم مقارنة هذه الصور بالموقع الحالي للكويكب)، وبالتالي تقليل فرصة الاصطدام إلى أن تصبح قريبة جداً من 0%.

## استراتيجيات التلافي
توجد العديد من الأفكار والتقنيات والوسائل المقترحة وكلاً منها له خصائصه وعيوبه، لكن يجمعها الحرص الشديد على الكفاءة النهائية والمحافظة على سعر معقول وإمكانية التشغيل وجهوزية التقنيات في العصر الحديث لتشغيلها من دون تعقيدات، العديد من الاستراتيجيات المتنوعة لحرف المسار الاصطدامي لكويكب أو مذنب يمكن تمايزها إلى فئات لها سمات متشابهة مثل: التعديل (عكس، تفتيت)، مصدر طاقة (حركي، كهرومغناطيسي، جاذبي، حرارة شمسية، نووي)، أو استراتيجيات تقاربية (اعتراض، تلاقي، محطة تحكم)، كل الاستراتيجيات تقع تحت نوعين من الحلول تشترك بخاصية واحدة وهي الهدف المشترك: إما استراتيجيات تدميرية أو استراتيجيات تأخيرية.
الاستراتيجيات التدميرية تركز على ضرب الهدف وتفتيته بحيث يصبح قطع صغيرة للغاية لن تؤثر لأنها ستحترق عندما تضرب غلاف الأرض أو أن يصبح الهدف قطع كبيرة لكنها لا تصيب الأرض.
الاستراتيجيات التأخيرية استُلهِمت من الحقيقة التي تقول بأن الأرض وأي جرم آخر في الكون في حالة حركة مستمرة أصلاً وبالتالي الاصطدام سيتم حينما تلتقي الأرض بهذا الجرم في نقطة معينة في الفضاء، وحيث أن قطر الأرض يبلغ 12.750 كم وسرعتها تبلغ 30 كم بالثانية فهي تقطع المسافة الكوكبية خلال 425 ثانية (أي أنها تقطع مسافة في الفضاء تساوي مسافة قطرها في سبع دقائق) وبالتالي أي إبطاء أو زيادة في سرعة الجرم سيكون لها تأثير كبير في المسار الاصطدامي له، لذا إن تم التلاعب بسرعته فيمكن جعله يتفادى الاصطدام بالأرض.

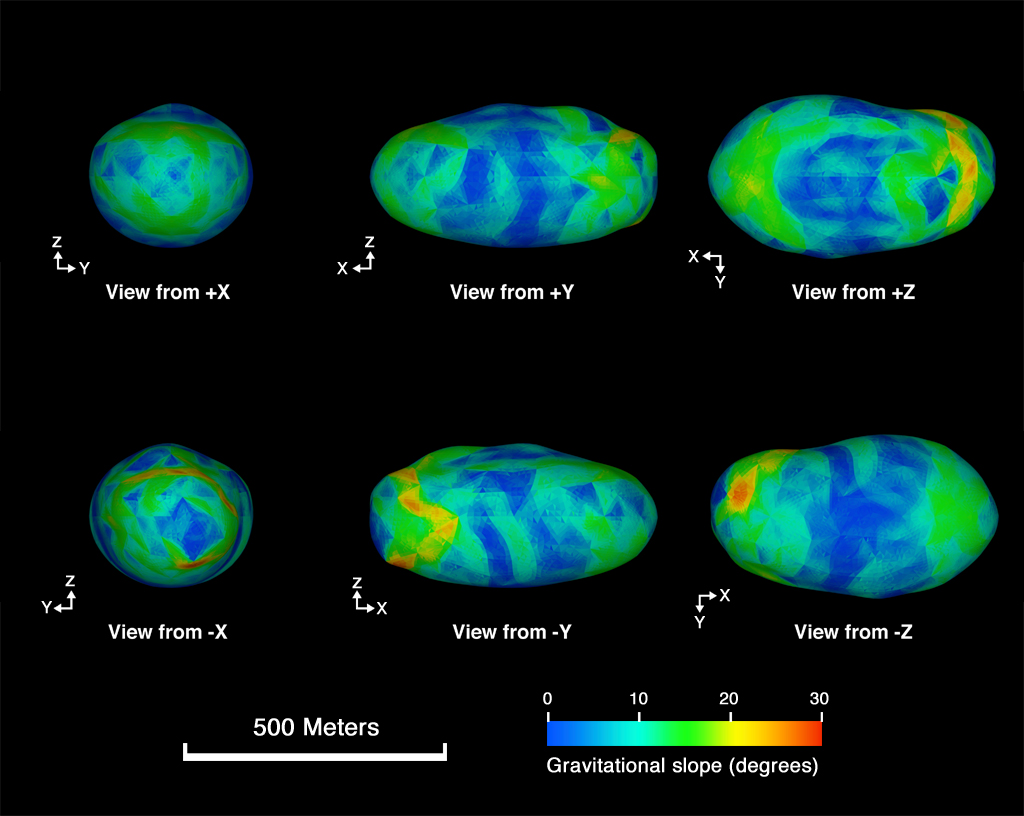
أطوال الكويكب إيتوكاوا. الألوان توضح اختلافات في جاذبية الأجزاء التي تشكل الكويكب.

تلافي الاصطدامات قد يكون بشكل مباشر أو غير مباشر وذلك بناءً على سرعة نقل الطاقة إلى الجرم، الطرق المباشرة مثل التفجير النووي أو الرواطم الحركية ستغير مسار الجرم بشكل فوري، الطرق المباشرة أكثر تفضيلاً لأنها تعطي نتائج فورية وذات تكلفة أقل وذات مدة أقل، وهذه الطرق قابلة للعمل مع الأجرام المكتشفة خلال وقت قصير أو وقت طويل، وهي فعالة بشكل كبير مع الأهداف المصمتة حيث يمكن دفعها مباشرةً، لكن طريقة الرواطم الحركية فهي غير فعالة ضد الأجرام التي تكون مكونة من تجمعات فضفاضة من الحزم (هو نوع من الكويكبات يكون مكوناً من قطع وحزم متجمعة بعضها ببعض بفعل جاذبيتها)، الطرق الغير مباشرة مثل المتسجذب المصطنع، الصواريخ الموصولة، الكتلة الحارفة، هي طرق أبطأ بكثير من الطرق المباشرة وتحتاج إلى السفر للجرم ومن ثم تهدئة السرعة للوصول له ومن ثم تعديل مسارها 180 درجة لكي تلحق به ومن ثم حتى تصل إليه هذه كلها تحتاج وقت طويل ومن ثم تبدأ بمباشرة مهمتها التي تحتاج وقت طويل أصلاً والتي تهدف لتعديل سرعة الكويكب لكي يخطئ الأرض.
الكثير من الأجرام القريبة من الأرض هي في الحقيقة كومة أنقاض وبالتالي استخدام الرواطم الحركية لن يكون مفيداً معها لأنه لن يفعل شيئاً سوى تفكيك هذه الحزمة فقط من دون أي تأثير يذكر في سرعة هذا الجرم، الأجرام التي تزيد عن 35 متراً لن يحرقها غلاف الأرض لذا ستصطدم مسببة كارثة، وبالتالي الرواطم الحركية ستتسبب بأن تواجه الأرض هذه الأجرام بشكل قطع متفرقة بدلاً من دخولها للأرض ككتلة واحدة (هذا يشبه تعرض الشخص لاطلاق نار كثيف من سلاح رشاش وتلقيه رصاصات كثيرة أو أن يتلقى رصاصة واحدة لكن عيارها كبير جداً، وبالتالي كِلا الخيارين مُران للغاية).

### جهاز تفجير نووي

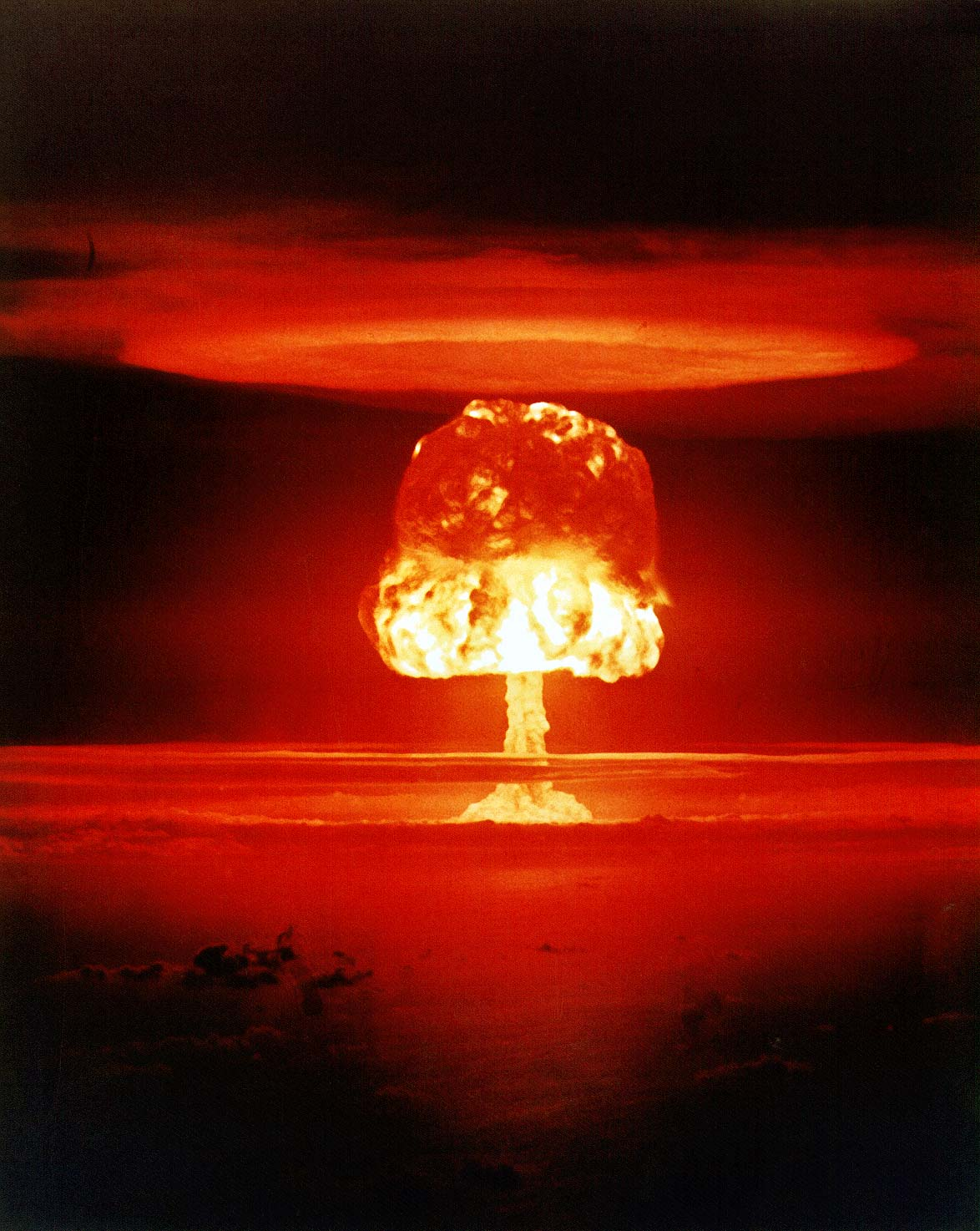
قنبلة هيدروجينية ذات قدرة تدميرية تبلغ 11 ميجا طن (أقوى من قنبلة هيروشيما بأكثر من 500 مرة)

عملية التفجير النووي قد تكون إما فوق الهدف أو عليه أو أسفله كأحد الخيارات المحتملة لتغير المسار، كل هذه تعتمد على حجم وتركيبة الجرم المستهدف حيث أنهما يلعبان دوراً محورياً في تحديد مكان التفجير بدقة، ففي حالة الكويكبات التي تتركب من قطع متراكمة «كومة أنقاض» ، فإن موقع التفجير يلعب دوراً بالغ الأهمية وذلك لتجنب تشتيت القطع وبعثرتها حيث أن المقترح هو أن يكون مكان التفجر على علو من الهدف وذلك للحوص على أن تحصل القطع داخل الحزمة على قدر متساوي من الطاقة لكي تبقى بنفس الحزمة ولا تتبعثر عنها بسرعات متفاوتة، التفجير سيطلق طاقة تتجسد في النيوترونات والأشعة السينية، والتي لا تخترق المادة بشكل ذو أهمية ، لذا فإنها ستتحول إلى حرارة في مواجهة المادة في سطح الهدف، مما يؤدي إلى تبخير المادة المتواجدة في السطح حتى عمق ظحل نوعاً ما ، محولاً المعادن الساخنة تلك إلى مقذوف يشبه تلك المقذوفات من عوادم محركات الصواريخ وبالتالي تغير سرعة الجرم من خلال هذا التفاعل وذلك باتباع قانون نيوتن الثالث، حيث أن دفع المقذوفات في جهة والجرم سيكون في الجهة المقابلة، وبالتالي المعادن المحترقة هي من سيعمل على زيادة سرعة الهدف أو التقليل منها حسب مكان التفجير.
إذاً لا يتوجب تبخير الجرم بأكمله لكي يتجنب الاصطدام بالأرض، بل إن تأثير عادم المحرك الذي ستسببه تلك المعادن عندما تتعرض للحرارة الشديدة من التفجير النووي ستكون كافية لحرف مسار الهدف عن الاصطدام بالأرض.
إذا كان الجرم كبيراً للغاية لكنة عبارة عن كومة أنقاض فضفاضة متجمعة معاً، فإن الحل المقترح هو عمل سلسلة من التفجيرات النووية المتتالية على طول مسار الكويكب، وذلك للحرص على عدم تطاير وتبعثر الكومة وإن تطايرت فسيتم طردها من خلال التفجيرات المتتالية، لكن القوة الصادرة عن أي تفجير نووي ستكون كافية لحرف مسار الكويكب إذا وضعت في المكان والزمان المناسبين، في العقد الثالث من القرن الواحد والعشرين تستنتج ناسا أن مهمة واحدة مزودة بسلاح نووي يمكنها حرف مسار كويكب قطره 100-500 متر وذلك قبل سنتين من تاريخ الاصطدام المتوقع، وكويكب أكبر سيكون خلال خمس سنوات.
تحليل لناسا عن بدائل الحرف أجري في 2007 أتى فيه:
تفجير نووي مقابل (أي موقع التفجير في مقابل الكويكب أو عكس إتجاهه) تم تقييمه على أنه سيكون أكثر فاعلية بـ10-100 مرة من الوسائل البديلة غير النووية التي تم تحليلها في هذه الدراسة، طريقة أخرى تمثلت في إجراء التفجير على سطح الجرم أو تحت سطحه ستكون طريقة أكثر فعالية من التفجير التقليدي، لكنها تزيد من احتمالية تفكك الجرم بالإضافة إلى أنها ذات مخاطر تطوير وتنفيذ بالغة.
في 2011 قام بونج وي رئيس مركز أبحاث حرف الكويكبات بجامعة ولاية أيوا بدراسة الاستراتيجيات المثلى للتعامل مع خطر كويكب لم يتم التحذير منه إلا في غضون سنة فقط، وحدد أنه للحصول على الطاقة المطلوبة خلال هذه المدة القصيرة، فإن السبيل الوحيد هو التفجير النووي حيث أنه الأكثر جدوى لمواجهة كويكب كبير للغاية، حلول أخرى لحرف الكويكب عن مساره مثل (القواطر، مستجذب مصطنع، شراع شمسي) ستتطلب مدة طويلة تبلغ 10 أو 20 سنة، تخيل «وي» أُطلق عليه: (مركبة اعتراض الكويكبات فائقة السرعة) (HAIV) تقوم بعمل هندسي متقن للغاية من خلال تطبيق فكرة الرواطم الحركية مع فكرة التفجير النووي، حيث يتم ضرب الجرم بالمرتطم الحركي لإحداث بقعة عميقة نوعاً ما في سطحه ومن ثم تتلوها قنبلة نووية تدخل في هذه الحفرة وتنفجر داخلها تحت السطح، مما سيولد طاقة كبيرة ستجد طريقها للتحول إلى طاقة حركية تؤدي بالنهاية إلى تغير سرعة الكويكب ما يجعله ينحرف عن الاصطدام بالأرض ، أسلوب آخر مقترح يتمثل في نفس المعطيات السابقة بخصوص الارتطام الحركي لكن بعد التفجير النووي ستكون هناك حفرة أخرى أكبر، هذه الحفرة يتم استخدامها لتفجير نووي آخر بداخلها يؤدي إلى أن تصبح هذه الحفرة بمثابة عادم صواريخ وداخلها تكون المعادن الساخنة جداً التي تتعرض للتبخير في ذات الوقت الذي تطلق فيه حرارة عالية ، وبالتالي يتم توجيه هذه القوة نحو مسار واحد فقط (ستجعل من الكويكب صاروخاً بالمعنى الحرفي للكلمة).

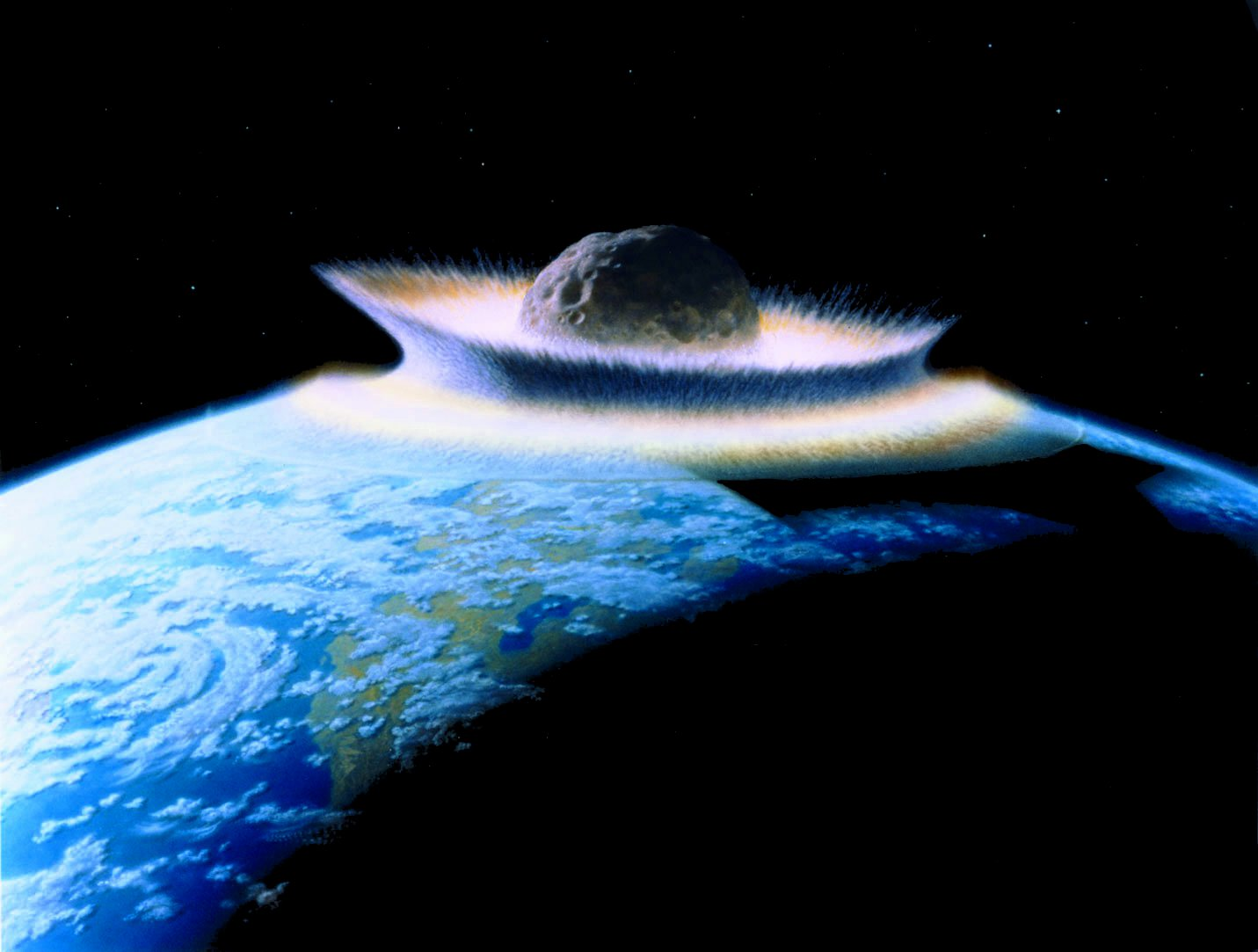
رسم تخيليٌّ لكويكب بقطر 1,000 كيلومترٍ وهو يصطدم بالأرض في العصور السَّحيقة عقب تكوُّنها.

في ملتقى المفاهيم الخلاقة المتقدمة (NIAC) عام 2014 «وي» وزملاؤه صرحوا: نحن نمتلك الحل، باستعمال مبدأنا الأساس يمكننا درء خطر كويكب ما خلال أي مدة ممنوحة" كمثال، بناءً على معطيات حواسيبهم فإن مهلة قدرها 30 يوم لكويكب يبلغ 300 متر ستكون كافية لتحييد خطر هذا الجرم باستخدام تقنية (HAIV)، مع احتمالية أن يضرب الأرض 0.1% فقط من كتلة الكويكب الأصلية، وهذا كله كمقارنة يبدو مقبولاً للغاية.
بعدما حصل للمريخ في عام 1994 في حادثة شوميكار-ليفي 9 اقترح إدوارد تيلر لعلماء ومصممي أسلحة أمريكان وروس كانوا يعملون سابقاً في المجهود الحربي للحرب الباردة اقترح ورشة عمل للدفاع الكوكبي في معمل لورانس ليفمور الوطني (LLNL) هدف الورشة هو توحيد الجهود لتصميم قنبلة نووية ذات قدرة تبلغ 1 جيجا طن وهي تساوي الطاقة الحركية لكويكب يبلغ كيلومتر واحد، هذه القنبلة سيبلغ وزنها حوالي 25-30 طن تكون خفيفةً بما فيه الكفاية ليتم رفعها عبر صاروخ إينرجا، ويمكنها القيام بعملية تبخير فورية لكويكب ذو قطر كيلومتر واحد ، وقادرةً على حرف مسار كويكب ذو قطر يبلغ 10 كيلومترات (وهو القطر الكافي للفناء الكامل للجنس البشري وبدء عصر جيولوجي جديد) وذلك خلال شهور من تاريخ اكتشافه ، في حال كانت المدة سنة وفي نقطة اعتراضية ليست أقرب من المشتري، فإنه من الممكن التعامل مع المذنبات ذات الفترة القصيرة التي من الممكن أن تأتي من حزام كيوبر والتي تقطع مسار الأرض في مدارها خلال سنتين ، مثال للمذنبات هو شيرون 2060 الممسوح كمثال.
القنبلة النووية الحرارية الأقوى التي تم تفجيرها في تاريخ البشرية كانت قنبلة القيصر، وكانت ذات قدرة تدميرية تبلغ 50 ميجا طن (مقترح إدوارد كان 1 جيجا طن وهو ما يعادل حوالي 1000 ميجا طن)، لكن يُزعم أن هذه القنبلة يمكن جعلها ذات قدرة تبلغ 100 ميجا طن.
استخدام السلاح النووي في الفضاء هي مسألة ذات طابع دولي ، وبالتالي يجب أن تراجع من قبل لجنة استخدام الفضاء الخارجي في الأغراض السلمية، معاهدة الحظر الشامل للتجارب النووية في عام 1996 تحظر بشكل فني استخدام الأسلحة النووية في الفضاء ، على أية حال ليس من المحتمل أن يتم اعتبار قنبلة نووية معترضة لكويكب  سيضرب الأرض من الممكن أن يؤدي إلى فناء البشرية بأكملها على أنه «استخدام غير سلمي للفضاء»، أو حتى اعتبار القنبلة التي ستوجه لهذا الكويكب على أنها «سلاح».

## التأثير الحركي

اصطدام ديب إمباكت بالمذنب تيمبل 1, يمكن مشاهدة الإضاءة الناتجة عن الاصطدام بوضوح شديد ، نتج عن الاصطدام قوة دفع تبلغ ما يقارب 4,8 أطنان من التي أن تي حيث غيرت مسار المذنب بمقدار 10 سنتم.

اصطدام من قبل جسم ثقيل كمركبة فضائية أو حتى جرم قريب من الأرض آخر هي طريقة أخرى لحل مشكلة اصطدام الكويكبات بالأرض ، حيث أن جسماً ثقيلاً قريباً من الأرض يمكن أن يرسل في مسار اصطدامي مع الكويكب مما يؤدي لدفعه عن مساره الاصطدامي مع الأرض.
ذلك أنه عندما يكون الكويكب بعيداً كفاية عن الأرض فإنه عندما يتعرض لدفع فإن زخم الحركة الخاص به سيتغير مبتعداً عن الأرض ، وذلك عبر تأثير تراكمي فكلما زادت المدة زادت احتمالية النجاح.
في تقرير لناسا عن تحليل بدائل الحرف أعلن عام 2007 قالت فيه:
الحل غير النووي المتمثل في الرواطم الحركية هي «الخيار الأكثر نضوجاً» ويمكن لها أن تدرأ خطر اصطدام كويكبي ، خصوصاً تلك ذات الأحجام الصغيرة والمتكونة من جسم مصمت واحد.
وكالة الفضاء الأوروبية تدرس التصميم التمهيدي لمهمتين فضائيتين لعام 2020 باسم أيدا (AIDA) ودون كويجت، إذا أقلعت هاتين المهمتين فإنها ستكون أول مهمة قصدها هو حرف مسار كويكب ، فريق المفاهيم المتقدمة التابع لوكالة الفضاء الأوروبية قد قام بالتقدير نظرياً أنه يمكن حرف مسار الكويكب أبوفيس 99942 بمجرد إرسال مركبة فضائية تزن أقل من طن واحد فقط ، في غضون عمليات تبادل للأبحاث ، جادل أحد كبار الباحثين أن «الحرف بالرواطم الحركية» هو في الحقيقة أكثر جدوى من باقي الاقتراحات.

### مستجذب مصطنع
طريقة أخرى لحرف المسار هي عبر تحريك الكويكب ببطئ مع مرور الوقت باستخدام جسم آخر يتخذ مداراً حوله ، حيث أن قدرة دفع متواصلة ومتراكمة ستكون لها القدرة على تغيير المسار المتوقع للكويكب ، اقترح إدوارد تي لو وستانلي جاي لوف مركبة فضائية ثقيلة تحوم حول كويكب ما لتسحبه جاذبياً إلى مسار غير مهدد للأرض، بحيث يكون كلاً من الكويكب والمركبة في حالة تبادل جاذبي والمركبة في حالة تضاد مع محور حركة الكويكب ، هكذا من خلال الدفع الأيوني ، التأثير المتراكم لهذه العملية سيؤدي إلى زيادة تسارع الكويكب نحو المركبة وبالتالي تحقيق الغرض المنشود المتمثل في حرف المسار ، هذه الطريقة لها ميزة أنها فعالة دون أن تأبه لتركيبة الكويكب سواءً كان مصمتاً أو عبارة عن حُزم أنقاض، المستجذب المصطنع عليه البقاء بجانب الكويكب لبضعة سنين حتى تكون نتائجه مؤثرة.
في تحليل لناسا عن بدائل الحرف أُعلن عام 2007 , قالت فيه:
تقنيات «الدفع البطيئ» هي ذات التكلفة الأعلى ولها أقل قابلية تكنولوجية ، وقدرتها على السفر والتأثير بمسار الكويكب ستكون محدودةً مالم يكن نطاق العمل هو سنين عديدة إن لم تكن عقود.

مهمة إعادة توجيه الكويكب ، تقضي بأن يتم استخدام وزن المركبة كمستجذب مصطنع ضد الأجرام التي تشكل خطراً على الأرض ، حيث أن المركبة ستستفيد من وزنها لتمارس ضغطاً على الكويكب يستمر فترة طويلة للغاية ، ومع التأثير التراكمي المتواصل سيتم حرف مسار الكويكب.

### الراعي الأيوني
هي تقنية أخرى لا تتضمن تماساً مباشراً مع الجرم قد تم تطويرها مؤخراً من قبل بومبارديل وبيليز من جامعة مدريد للتقنية ، تتضمن الطريقة استخدام دافع أيوني منخفض الاختلاف يكون موجهاً نحو الكويكب عبر مركبة تحوم قريباً منه ، الزخم الأيوني الذي سيصل إلى سطح الكويكب سيولد قوة ضعيفة لكنها مستمرة يمكن لها أن تؤدي إلى حرف مسار الكويكب ، بطريقة مشابهة لعملية المستجذب المصطنع لكن باستخدام مركبة أخف.

### استعمال تركيز الطاقة الشمسية

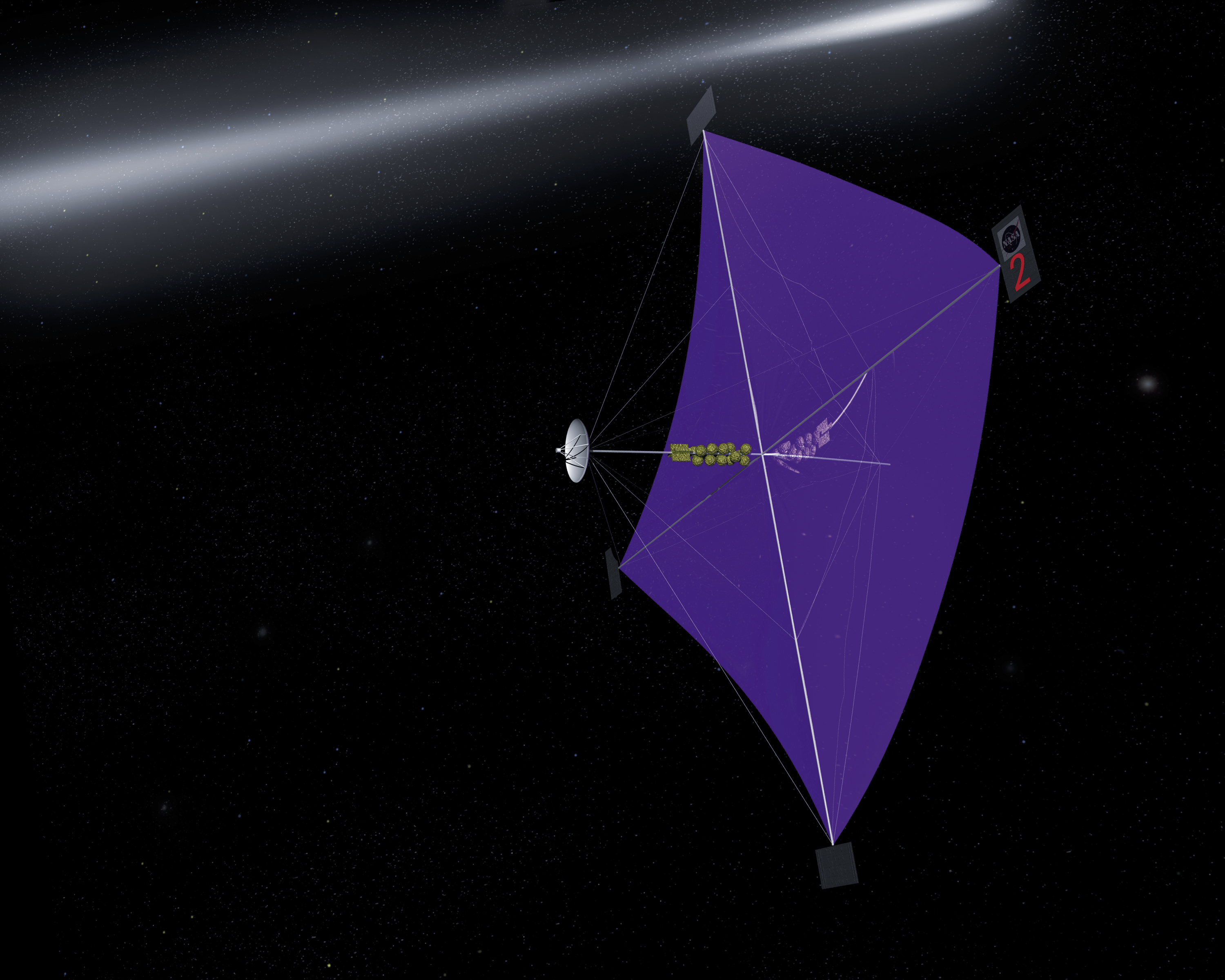
تدرس ناسا استخدام شراع شمسي يبلغ قطره 500 متر.

اقترح جاي ميلوش لحرف مسار كويكب أو مذنب ما استخدام الطاقة الشمسية على سطح الجرم مسبباً نظام دفع ناتج عن تبخر المعادن ، أو لتضخيم تأثير ياركوفيسكي، عبر سنوات من الإشعاعات الشمسية المستمرة التي يتم تركيزها على سطح الجرم ليتم حرفه.
هذه الطريقة تتطلب في البداية إنشاء محطة فضائية فيها عدسة هائلة وأيضا عدسة مكبرة هائلة أيضاً ، يتم إنشاء المحطة قرب الأرض وعند اكتمالها تُرسل نحو الشمس.

### مسترجِم
هي فكرة تقترح وضع نظام آلي يعمل عمل المنجنيق على سطح الجرم ، بحيث يقوم هذا المنجنيق بقذف أجزاء من الجرم نفسه في الفضاء مما يؤدي إلى إعطاء دفعة مع كل قذفة بالإضافة لخسارة الجرم لوزنه مع الوقت ، المرجام مصمم ليعمل كنظام «دفع محدد» وهو بشكل عام يستخدم الكثير من الدفع لكن بقوة أقل بكثير.
الفكرة هي أن استخدام المعادن المحلية كنظام دفع ، كمية الدفع ليست مهمة بقدر كمية القوة وهي ما ستكون على الأرجح محدودة.
احتمالية أخرى هي في استخدام المسترجِم من على القمر، وذلك بالاستفادة من سرعة مدار القمر ومن كميات الصخور غير المعدودة ، وهذا لعمل «طلقات صخرية» يتم إرسالها في مسار اصطدامي مع الكويكب.

### محرك صاروخي تقليدي

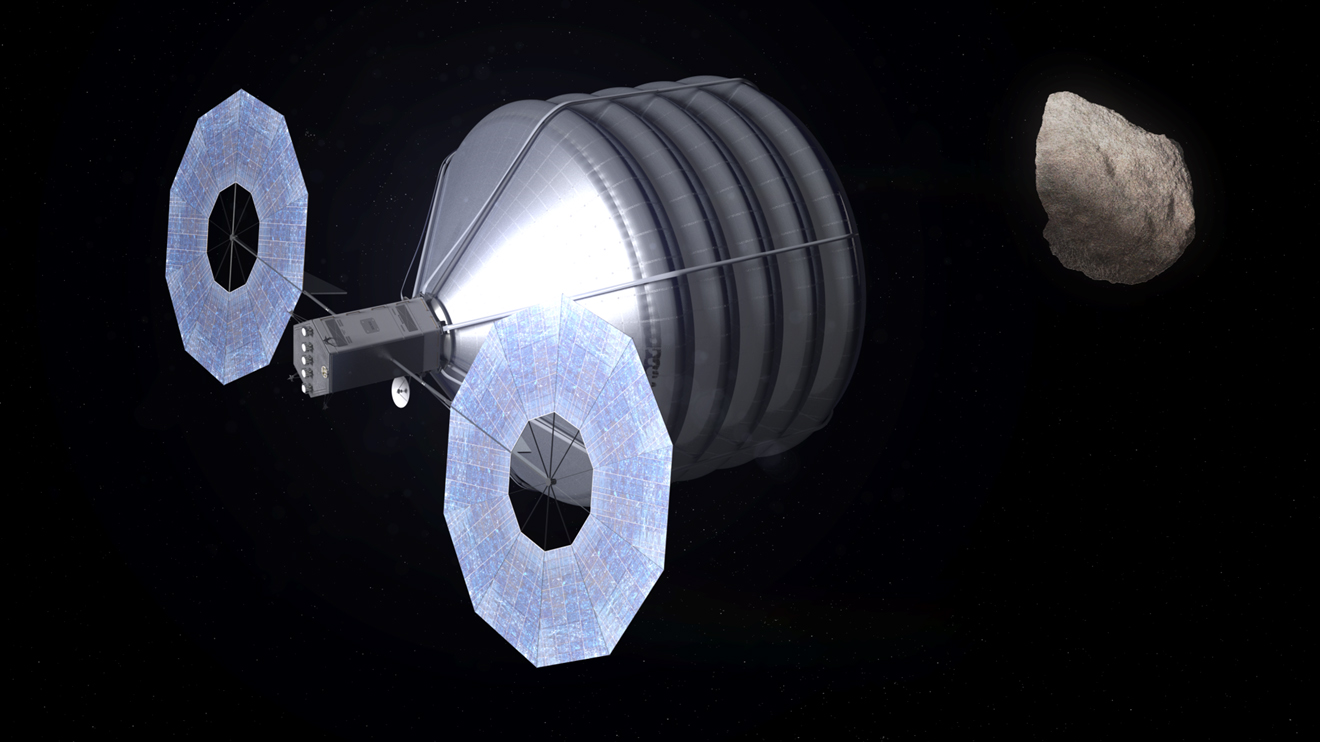
أحد الطرق تكمن في القبض على كويكب صغير نسبياً ومن ثم إعادة توجيه مساره نحو الكويكب ذو المسار الاصطدامي مع الأرض ، وبالتالي ينتج عنه اصطدام يؤثر على مسار الكويكب المهدد بالخطر ،أو استخدامه كمستجذب مصطنع حيث ستكون له فعالية أكبر بكثير بسبب كتلته.

تقوم هذه الفكرة على القيام بإيصال محرك صاروخي إلى الكويكب ، هذا المحرك مشابه للمحركات الموجودة حالياً في الفضاء والتي تستخدم للتحكم بمسارات المركبات الفضائية، حيث أن هذا المحرك سيعطي الجرم تأثيراً مشابهاً للدفع الثابت في الفضاء الذي يستخدم حالياً ، ويحتمل أن يستطيع أن يغير المسار الاصطدامي للكويكب ، محرك صاروخي قادر على إضفاء دفع يقدر بـ 106 N·s (زيادة سرعة المركبة بمقدار 1كم\ث وبوزن 1 طن) سيكون لهذا المحرك تأثير مشابه نسبياً على كويكب صغير نسبياً تقدر كتلته بمليون طن ، شابمان ، دردا ، جولد ، قاموا بعمل حسابات لهذه الفكرة بحيث يتم استعمال محركات صاروخية كيميائية تقليدية لحرف كسار كويكب ما.

### اقتراحات أخرى

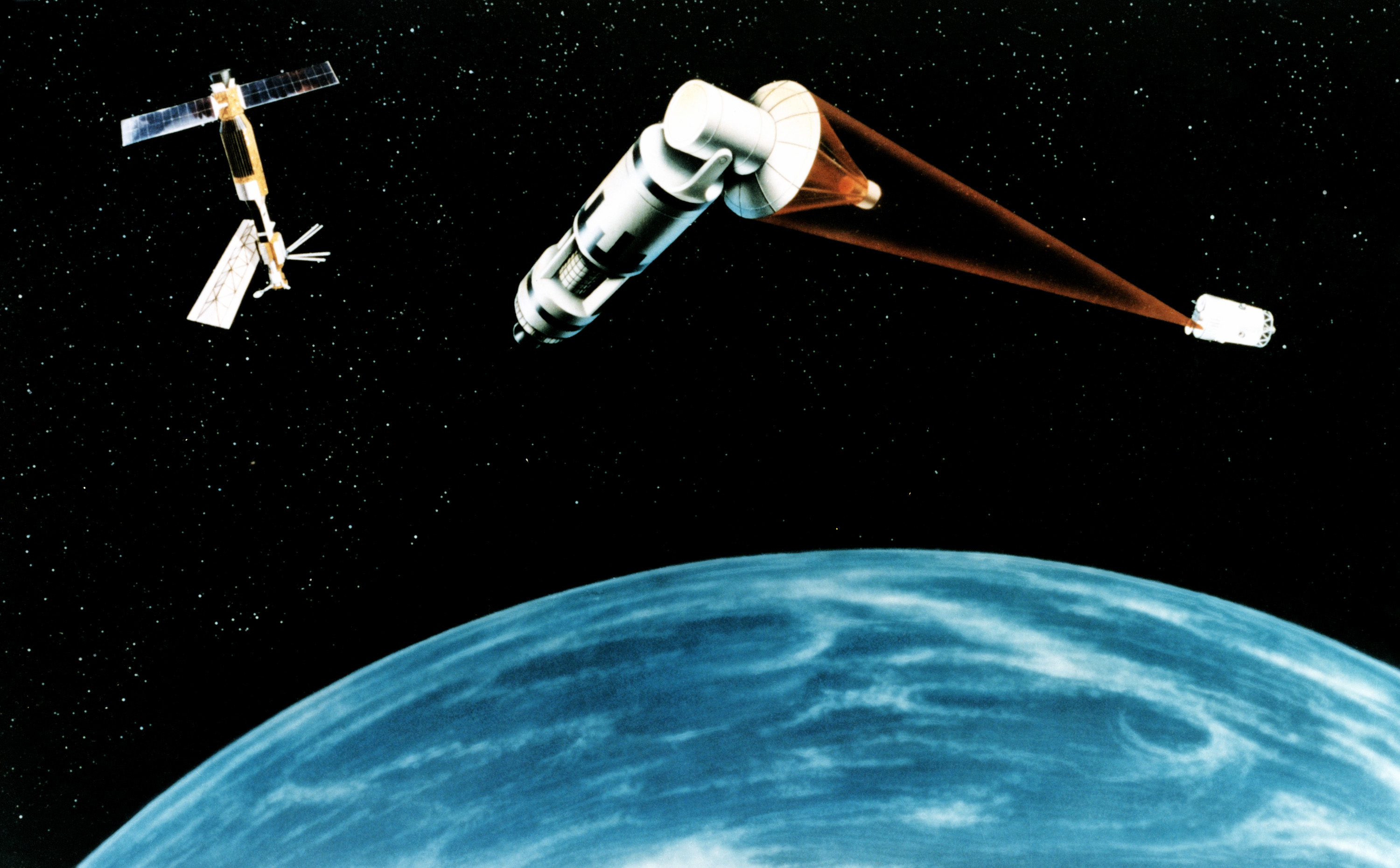
مبادرة الدفاع الاستراتيجي لعام 1984 وضعت مفاهيماً لاستخدام الليزر في الفضاء كسلاح ، وذلك باستخدام طاقة نووية أو أقمار فلوريد الهيدروجين الليزرية ، حيث يطلق على الهدف فيسبب تأثيرات فورية بسبب التذرية الليزرية.

- محرك صاروخي غير تقليدي مثل فاسيمر.
- تغليف الكويكب بطبقة من البلاستيكات الممعدنة كشراع شمسي.
- القيام بصبغ الجرم بثنائي أكسيد التيتانيوم (أبيض) أو بالسخام (أسود) وذلك لتغير المسار الاصطدامي عن طريق الاستفادة من تأثير ياركوفيسكي.
- في 1996 قام أحد علماء الكواكب إيجن شوماكر [59]، باقتراح طريقة لتغير مسار اصطدامي لكويكب ما عن طريق إطلاق سحابة من البخار في طريق الجرم وذلك لكي تؤدي إلى إبطاء سرعته ، في 1990 قام نيك سابو [60]، باقتراح فكرة مشابهة لهذه أُطلق عليها اسم «الكوابح المذنبية» تقوم على ضرب الجليد الموجودة على الكويكب وحين تفككه في مكان محدد مسبقاً يتم ضرب هذا الجليد بقنبلة نووية على أمل أن يتبخر هذا الجليد بسرعة مشكلاً غلافاً جوياً حاجباً في مسار الكويكب يؤدي إلى إبطاء سرعته بالنهاية.
- القيام بربط الكويكب بجرم آخر ذو كتلة وبالتالي يتم تغير سرعة الكويكب عن طريق تحويل مركز الكتلة الخاص به.[61]
- التذرية الليزرية، مشروع دي ستار تم اقتراحه من قبل باحثين في جامعة كاليفورنيا [62]، هو مشروع يعمل على مفهوم وحدات شمسية عاملة عند 1 مايكروميتر من الأشعة تحت الحمراء لتكوين شبكة ليزرية ، التصميم ينادي بشبكة ليزرية يبلغ حجمها كيلومتر مربع، هذه الوحدات يمكن بناؤها على الأرض ومن ثم تركيبها في الفضاء ووصلها بعضها ببعض ، في مراحلها الأولى كشبكة ليزرية فهي تستطيع التعامل مع الأجرام الصغيرة وكذلك مساعدة مسابير الأشرعة الشمسية ، ويمكن كذلك المساعدة على التخلص من المخلفات الفضائية.
- طريقة ضغط التدفق المغناطيسي، هي طريقة مغناطيسية لقبض أو لإبطاء الكويكب الذي يحتوي على نسبة كبيرة من المعادن ، وذلك عن طريق وضع لفافات من الأسلاك في مسار الكويكب ومن ثم حين يمر فيها ستعمل المحاثة التبادلية على إنشاء لوالب كهرومغناطيسية.[63][64]

### المخاوف من تقنيات الحرف
في كتابه نقطة زرقاء باهتة، عبر كارل ساغان عن مخاوفه من تقنيات الحرف ، حيث أن أي تقنية من الممكن لها أن تغير مسار كويكب ما ، من الممكن أن يساء استخدامها بحيث يتم استجلاب أجرام ليس لها مدار اصطدامي مع الأرض وجعلها ذات مسار اصطدامي ، حيث أنه بعد اعتبار تاريخ جرائم الإبادة الجماعية من قبل القادة السياسين وقابلية التضليل البيروقراطي الحكومي الذي من الممكن أن يمارس على غالبية العلماء المشاركين في المشروع بحيث يتم خداعهم عن طريق إخفاء الأهداف الحقيقية للمشروع ، بناءً على ما سبق حكم كارل ساغان بأن الأرض معرضة لكارثة كويكبية مصطنعة أكثر من كونها معرضة لحادثة طبيعية ، وبالتالي اقترح أن لا يتم تطوير تقنيات الحرف إلا عندما تكون البشرية في وضع طوارئ حقيقي.
كل تقنيات الحرف المعتمدة على الطاقة القليلة (تم سردها بالأعلى) لديها القدرة على حرف مسار كويكب من الكويكبات ذات الاقتراب الشديد من الأرض إلى جعلها ذات مسار اصطدامي مع الأرض ، بل وحتى تحديد نقطة معينة في الأرض لتكون الضربة عليها.
استناداً على روستي شويكارت ، المستجذب المصطنع هي طريقة مثيرة للخلاف ذلك لأنه خلال عملية حرف مسار الكويكب بهذه الطريقة ، فإن المنطقة التي من المتوقع أنها ستضرب بالكويكب سيتم حرفها شيئاً فشيئاً بالتنقل بين مختلف الدول إلى أن يتم حرف الكويكب بشكل نهائي عن الأرض ككل ، وبالتالي فإن هذا يعني أن الخطر الذي يهدد الكوكب بأكمله سيتم تجنبه على حساب أمن دول معينة بالذات ، وفي رأي شويكارت فإن اختيار الطريقة التي سيتم فيها حرف مسار الكويكب سيكون قراراً دبلوماسياً صعباً.
التحليلات التي أجريت على طريقة التفجير النووي أوضحت أن القدرة على حرف مسار الكويكب عن الاصطدام بالأرض لا توازي القدرة على تغير مسار كويكب وجعله يضرب الأرض ، تفجير نووي قادر على تغير سرعة كويكب بمقدار 10متر\ثانية (يزيد أو ينقص 20%) سيكون كافياً لدفعه عن مساره الاصطدامي مع الأرض، وعلى الرغم من كل ذلك فإن كانت السرعة الغير متأكد منها أصلاً قد تغيرت ولو بمقدار بضعة نسب مئوية فإنه لا توجد حتى أدنى احتمالية لتوجيه الجرم نحو الأرض ، خلاصة هذا الحديث هو أن استخدام تفجير نووي من أجل إعادة توجيه كويكب ما لضرب الأرض ستكون طريقة غير مجدية بسبب عدم القدرة على التحكم بمقدار الزياة في سرعة الكويكب.

## الجدول الزمني للدفاع الكوكبي

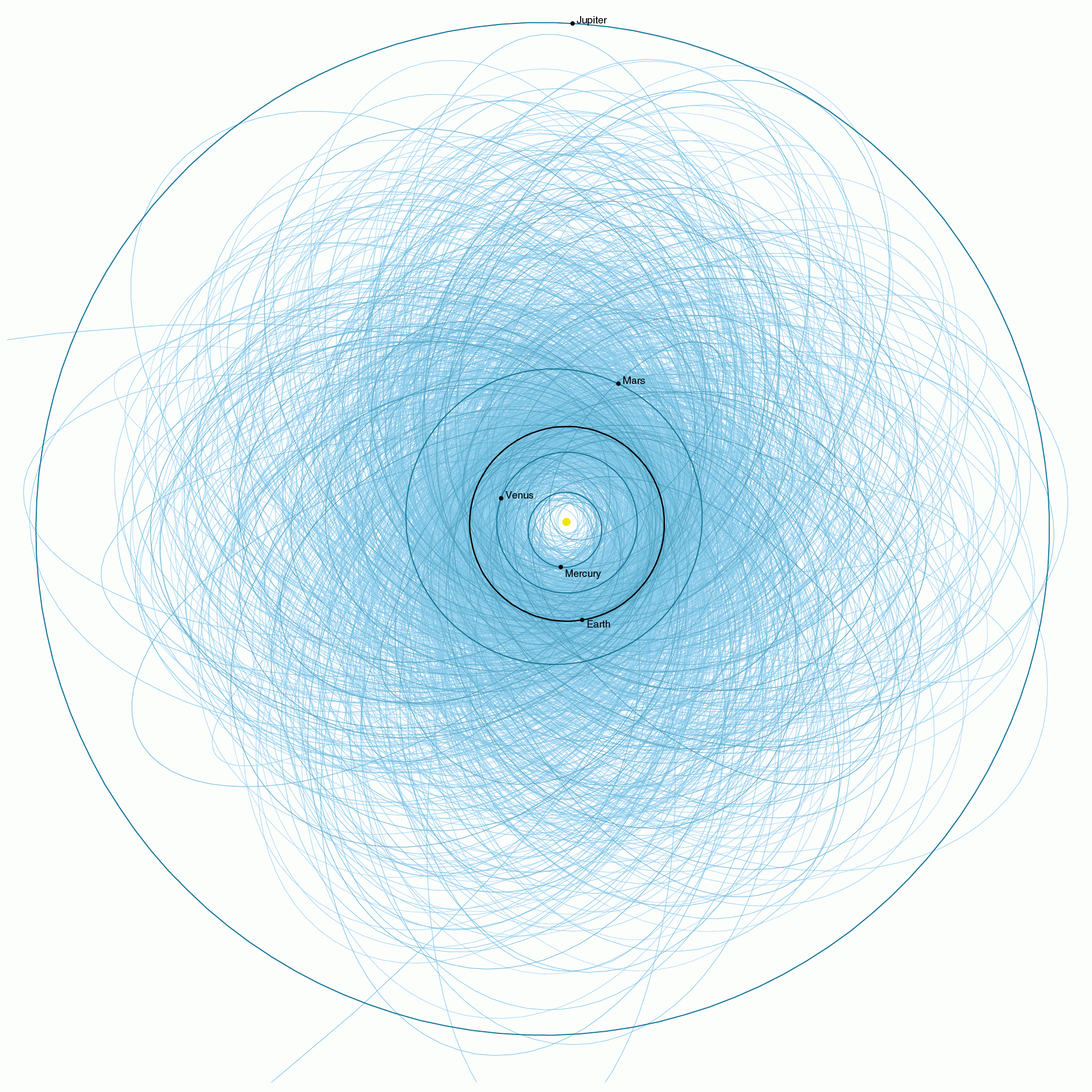
تظهر على هذه الخريطة المولَّدة حاسوبياً، مدارات جميع الكويكبات كامنة الخطر (PHAs) المسجَّلة لدى ناسا، وهي فئة من الكويكبات القريبة من الأرض التي يمكن أن تكون خطرةً على الكرة الأرضية مستقبلاً. أعِدَّت هذه الخريطة في سنة 2013، حتى ذلك الحين، كان يبلغ عدد هذه الكويكبات نحو 1,400 تظهر جميعها ضمن الصورة. تمثّل الدائرة الزرقاء الواسعة مدار كوكب المشتري.

- في كتابهم (جزر في الفضاء) لاحظ داندرج كول ودونالد كوكس خطورة الاصطدام الكويكبي الذي إما أن يحدث بشكل طبيعي أو أن يتم احداثه بنوايا عدائية ، جادلوا لكي يتم تصنيف وفهرسة الكويكبات وتطوير تقنيات قادرة على حرف مسارها ، وتقنيات قادرة على الإمساك بها وكذلك الهبوط عليها.[66]
- في ثمنينات القرن العشرين قامت ناسا بدراسة الأدلة على تعرض الأرض لاصطدامات سابقة ، وكذلك احتمالية حدوث هذا الامر مرة أخرى خلال الفترة الحالية من عمر حضارتنا ، في النهاية أدى هذا إلى مشروع فهرسة الأجرام في المجموعة الشمسية التي ستقطع مدار الأرض وتلك التي من الممكن أن تشكل خطراً حقيقياً على الأرض.
- في تسعينات القرن العشرين قام الكونغرس الأمريكي بعقد جلسات استماع لينظر في مخاطر الكويكبات ومالذي يجب فعله في هذا الخصوص ، أدى هذا إلى رسم ميزانية تبلغ ثلاثة ملاين دولار أدت بالتالي لمشاريع مثل حارس الفضاء ومشروع الكشف عن الأجرام القريبة من الأرض ، التي تمت إدارتها من قبل ناسا ومن قبل القوات الجوية الأمريكية.
- في عام 2005 قام رائدو الفضاء بإعلان رسالة عن طريق جمعية مستكشفي الفضاء تنادي لعمل ضغط جماعي لتطوير استراتيجيات حماية الأرض من الاصطدامات الكونية المحتملة.[67]
- مؤخراً في عام 2007 , اُعتقد أن هناك حوالي 20 الف جرم يقطع مدار الأرض وكبير كفاية لكي ينشئ مخاوف جدية (140 متر فأكثر) [68]، كمعدل فإن واحداً من تلك الأجرام سيصطدم بالأرض كل خمسة الآف سنة مالم يتم إتخاذ إجراءات وقائية بشأن ذلك ، وقد كان متوقعاً أنه بحلول العام 2008 90% من تلك الأجرام التي يبلغ قطرها كيلومتر واحد فأكثر سيتم كشفها ومراقبتها ، على أن المهمة التالية هي كشف ومراقبة الأجرام التي تبلغ 140 متر فأكثر ويتوقع أن تكون منتهية في غضون العام 2020.[69]
- ماسح السماء كاتالينا (CSS) [70]، هو أحد مواسح ناسا الأربعة التي خصصت للمهمة التي أوكلت إليها من قبل الكونغرس الأمريكي عام 1998 لإيجاد وتصنيف 90% من الأجرام القريبة من الأرض التي تبلغ كيلومتر واحد فأكثر خلال مدة تنتهي في 2008 , الماسح اكتشف 310 جسماً قريباً من الأرض في العام 2005 و40 جسم في 2006 ومن ثم كسر رقمه القياسي بـ450 جسم عام 2007 , وفي خلال عمليات المسح التي كام يقوم بها المرصد ، اكتشف في 20 نوفمبر 2007 كويكب (2007 WD)، وهو ما كان يتوقع له أن يتخذ مساراً اصطدامياً مع المريخ في 30 يناير 2008 , ولكن خلال دراسات أخرى معمقة أتت بعد ذلك أتاحت لناسا [71] التقدير بأن الكويكب سيخطئ المريخ بمقدار 26 الف كيلومتر فقط.[72]
- في يناير 2012 , بعد المرور القريب للجرم (2012 BX34) تم نشر ورقة بعنوان «الاقتراب الكوكبي للأجرام القريبة من الأرض المهددة باصطدام والتقليل منها» نشرت عن طريق باحثين من روسيا والمانيا والولايات المتحدة وفرنسا وبريطانيا وإسبانيا، حيث ناقشوا مشروع (NEOShild).[73][74]